# Owlchemy Labs
Owlchemy Labs是一家位于德克萨斯州奧斯汀的電子遊戲開發商。伍斯特理工学院毕业的亞歷克斯·施瓦茨（Alex Schwartz）于2010年创立了公司。一款名为《工作模拟器》的虚拟现实电子游戏为他们最知名的产品之一。目前他们开发的最新游戏为《瑞克和莫蒂：虛擬瑞境》。2017年5月，Google已购得了此工作室。

## 开发的游戏
- 《Super Ramen BROTHers》 – iOS（2010）
- 《轻率漠视重力》（与Dejobaan Games（英语：Dejobaan Games）合作开发） – Windows（2011）
- 《动物卡车（英语：Snuggle Truck）》 – Windows、macOS、iOS（2011）、諾基亞N9、BlackBerry PlayBook（2012）
- 《斧头男杰克（英语：Jack Lumber）》 – Windows、macOS、Linux（2013）
- 《生存抉择（英语：Dyscourse）》 – Windows、macOS、Linux（2015）
- 《工作模拟器》– Windows、PlayStation 4（2016）
- 《瑞克和莫蒂：虛擬瑞境》 – Windows（HTC Vive、Oculus Rift）、PlayStation VR（2017）
- 《度假模拟器》 – PlayStation VR、Windows（HTC Vive、Oculus Rift）（2018）

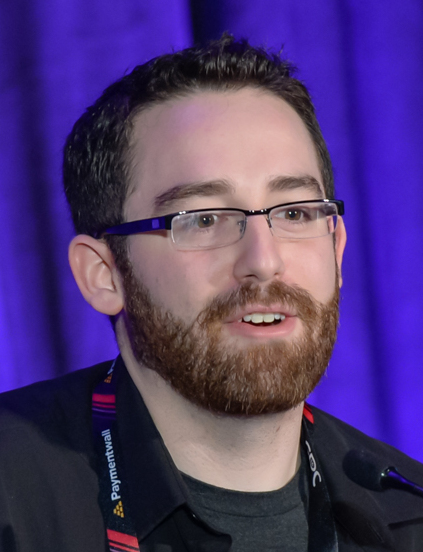
2016年的施瓦茨

## 《动物卡车》争议
Owlchemy Labs起初将《动物卡车》的英文名称命名为《Smuggle Truck》，并将主题设为“将一群非法移民者带入美国”。游戏受到了Owlchemy Labs的开发者之一——耶勒馬茲·克伊馬茲（Yilmaz Kiymaz）的经验而启发，作为土耳其居民的他在毕业后曾经尝试呆在美国。苹果公司因其带争论主题的原因而拒绝游戏进入App Store市场。Owlchemy Labs之后将游戏重命名为现在的《Snuggle Truck》，并将主题设为“将一群动物带入动物园里”。游戏被重制后便成功进入App Store市场。